# Stapellauf

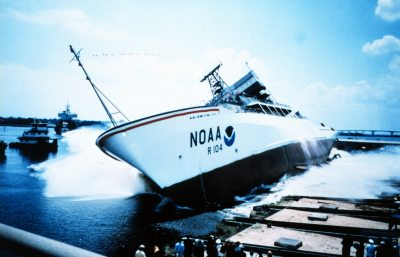
Querstapellauf mit starker Seitenlage

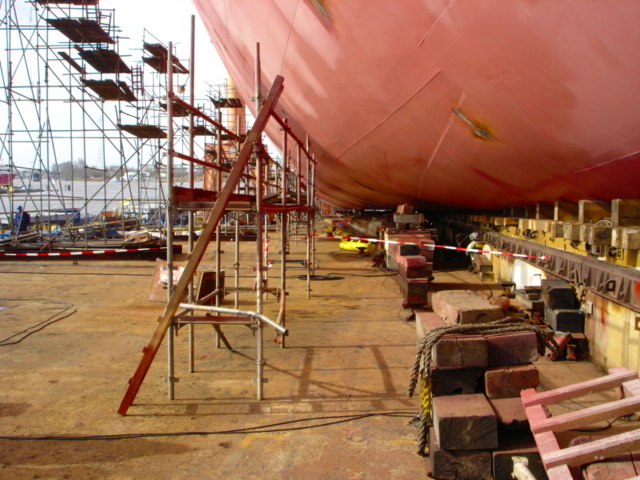
Helgenbock (rechts) mit Neubau

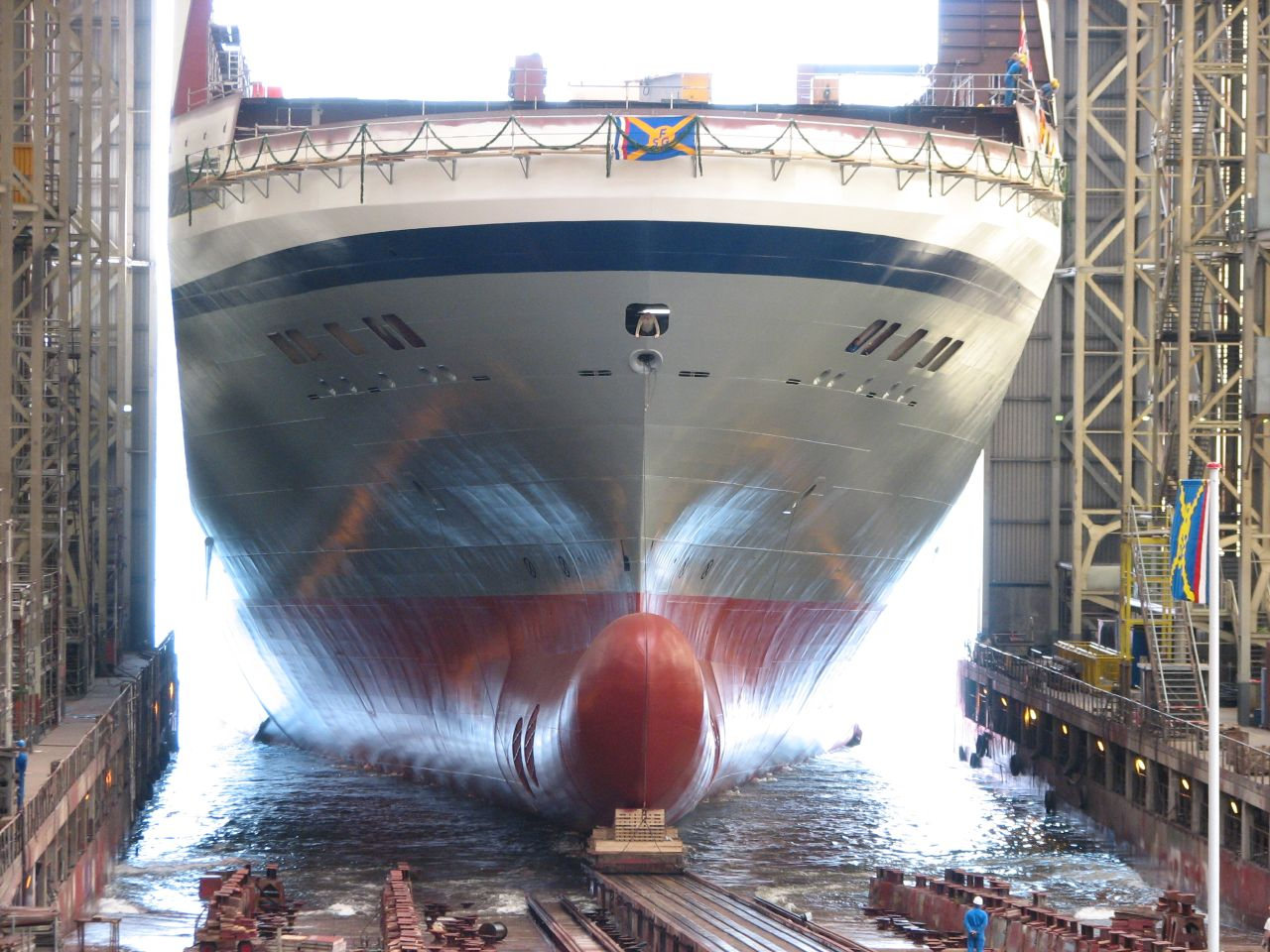
Längsstapellauf

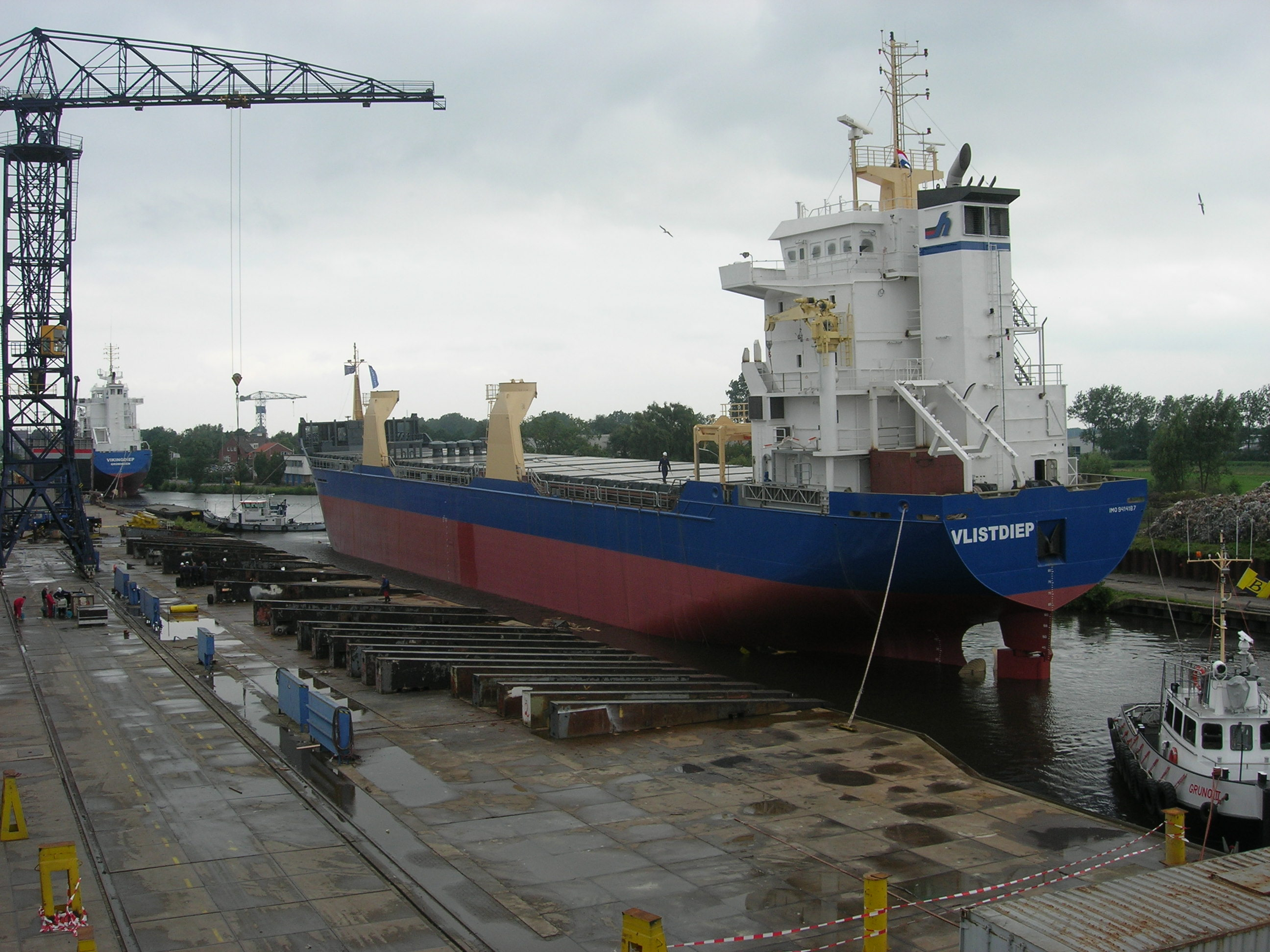
Stapellauf

Der Stapellauf ist eine Art des Zu-Wasser-Lassens eines Schiffs oder großen Bootes in der Werft.

## Vorgang
Während des Baus ist der Schiffskörper auf feste Sockel gestützt; diese bezeichnet man als Pallen. Sie bestehen im unteren Bereich aus Beton und im oberen Bereich aus Holzteilen, die nach Lösen einer Schraube unter dem Gewicht des Schiffes auseinandergedrückt werden und zerfallen. Eine andere Variante sind die im üblichen Werftgebrauch als Patente bezeichneten Auflager. Diese Patente bestehen aus einem gleichschenkligen Keil, der in einem Unter- und einem Oberteil läuft. Durch Einschlagen des Keils kann die Höhe der Pallen geändert werden. Früher verwendete man Stapel aus Holzbohlen, wovon sich der Name Stapellauf ableitet.
Die Schiene, auf der das Schiff gebaut wird, wird Helling genannt. Beim Stapellauf wird das Gewicht des Schiffs auf einen Holzschlitten verlagert, der nach dem Lösen der Haltevorrichtungen eine schiefe Rampe ins Wasser hinunterrutscht. Das Fahrzeug liegt auf der Oberbahn und gleitet auf der Unterbahn ins Wasser. Beide Bahnen werden vorher mit Paraffin (Wachs) begossen, um eine gleitfähige Oberfläche zu erhalten. Danach werden die einzelnen Abschnitte mit Fett bestrichen, die Oberbahnteile an ihre Position gezogen und anschließend miteinander verbunden. Der gesamte Schlitten wird sodann von den Taklern an Deck gelascht. Am Bug wird in der Regel eine sogenannte Wippe aufgesetzt. Dabei handelt es sich um Weichholz, das den Zweck hat, die Druckkräfte, die durch das Aufschwimmen des Achterschiffes auftreten, in die Bahn abzuleiten. Die Wippe ist nur für einmaligen Gebrauch gedacht und wird danach entsorgt.
Das gesamte Ablaufgewicht ruht während des Einbringens der Ablaufbahn auf den Seitenpallen. Die Kielpallen müssen für die Vorbereitungen herausgenommen werden. Das Gewicht wird erst wenige Stunden vor dem Stapellauf durch das Lösen der Seitenpallen ins Fett abgelassen, damit sich die Oberbahn nicht im Fett festsaugt und das Schiff ggf. nicht ins Gleiten kommt. Je nach Werft wird auch ein Abdrücker verwendet, der das Schiff gegebenenfalls anschiebt.
Dem Stapellauf kann die Schiffstaufe vorausgehen. Nach dem Stapellauf ist der Bau des Schiffs noch nicht abgeschlossen. Teilweise fehlen beim Stapellauf noch Aufbauten und Schiffskrane (sofern vorgesehen). Auch muss der Neubau noch ausgerüstet werden (Schiffsmaschine, Inneneinrichtung, bei Kriegsschiffen auch Bewaffnung, werden erst nach dem Stapellauf montiert).

## Arten des Stapellaufs
Das Schiff kann dabei der Länge nach, meistens mit dem Heck voran (Längsstapellauf) oder seitlich (Querstapellauf) ins Wasser gelassen werden. Bei Hochseeschiffen kommt im Allgemeinen der Längsstapellauf zur Anwendung, bei Binnenschiffen, oft auch bei U-Booten, der Querstapellauf. Der Längsstapellauf wird seit der Antike angewandt, der Querstapellauf wurde erst im 19. Jahrhundert eingeführt.
Große Schiffe werden heute häufig in als Baudock bezeichneten Trockendocks gebaut, die nach der Fertigstellung einfach geflutet werden, bis das Schiff aufschwimmt. Trotzdem hat sich auch hier der Name Stapellauf erhalten. Schiffe können auch auf Airbags rollen.
Der wenig gebräuchliche Begriff „Stapelhub“ beschreibt eine moderne Form des Stapellaufs für kleinere Schiffe, bei der das Schiff von seinem Bauplatz mit einem Kran erstmals ins Wasser gesetzt wird.

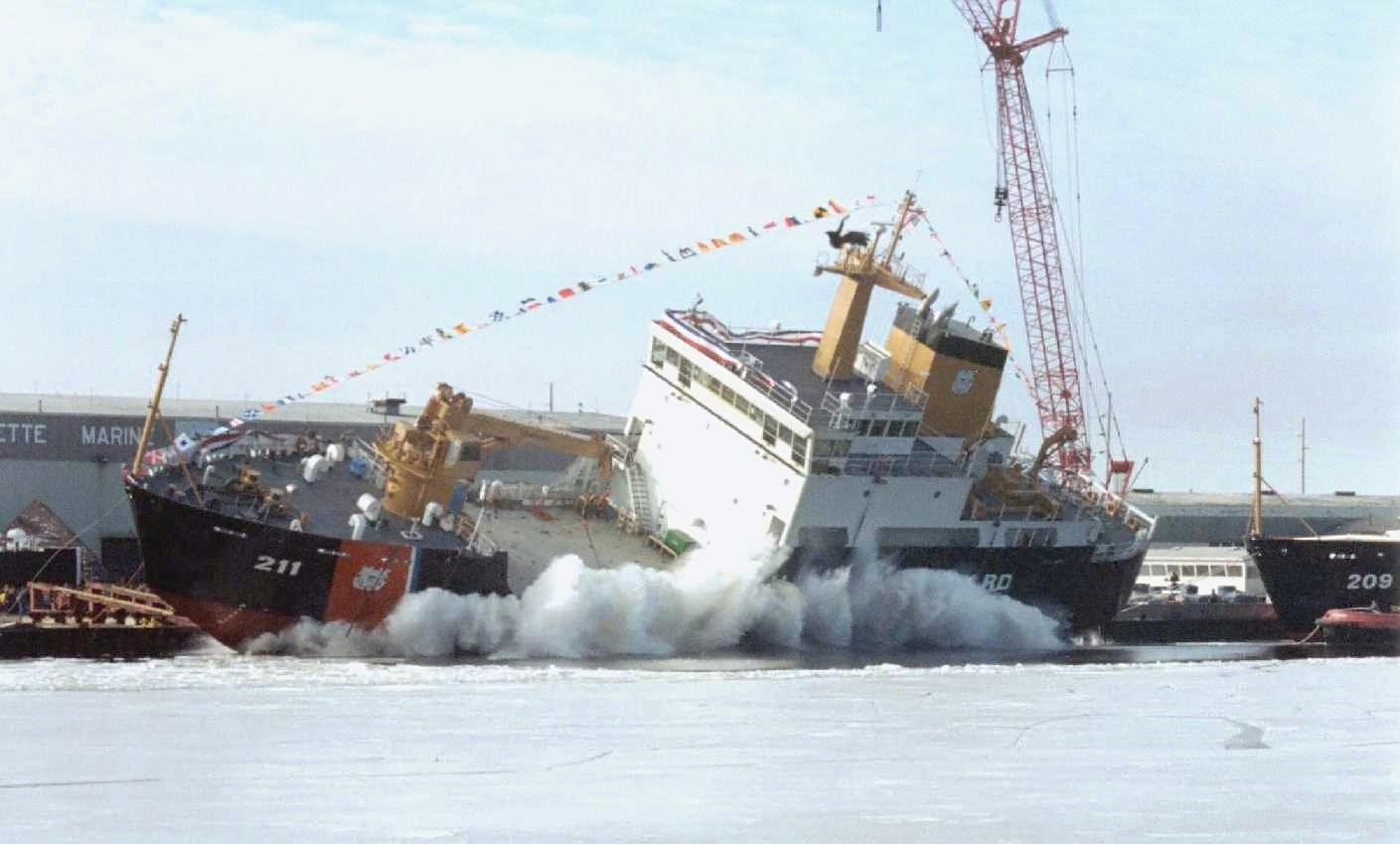
Quer
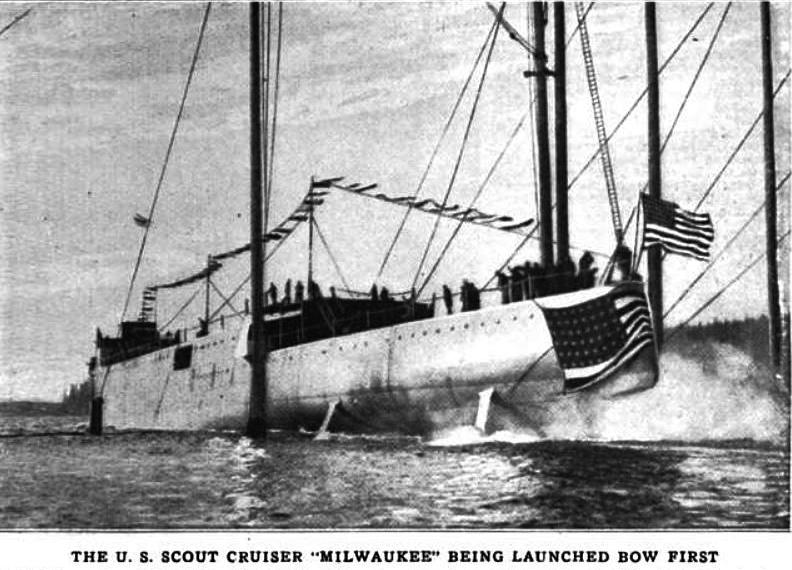
Bugwärts

## Probleme des Stapellaufs

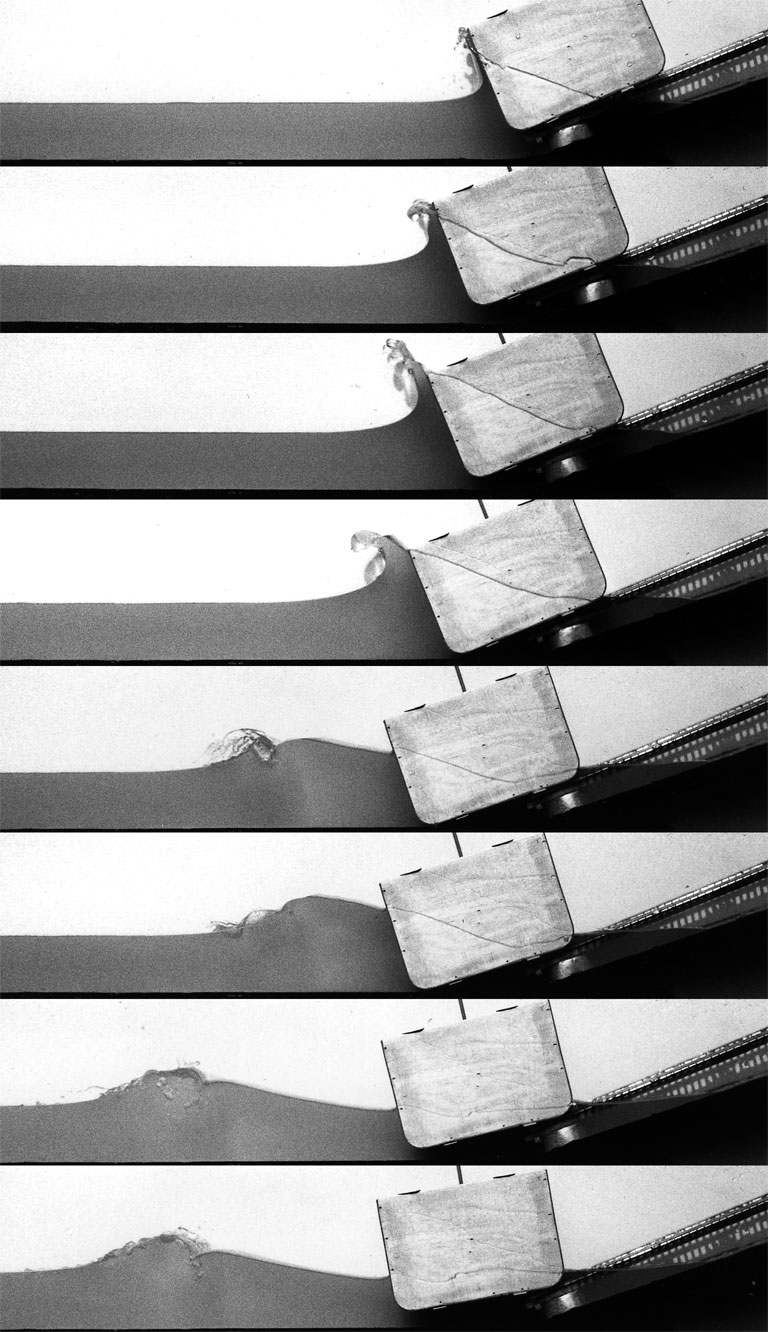
Modellversuch eines Querstapellaufs

Der Stapellauf ist ein kritischer Moment für das Schiff. Beim Längsstapellauf wirken große Kräfte auf den Rumpf, der zuerst nach unten durchgebogen wird, sobald das Heck das Ende der Rampe (Schlagbrett) erreicht hat. Anschließend schwimmt das Heck auf, so dass der Rumpf nur auf Bug und Heck aufliegt und nach oben durchgebogen wird. Zudem hat das Schiff während dieser Zeit nur eine geringe Rollstabilität und kann kentern.
Dem wird unter anderem entgegengewirkt, indem freie Räume im Heck vor dem Stapellauf abgeschottet und geflutet werden oder solider Ballast eingebracht wird. Dadurch sinkt der Auftrieb des Hecks und die Länge, auf der der Kiel das Schiff frei tragen muss, verkürzt sich. Dies ist nur bei Heckformen und Schiffsformaten möglich, die ein Unterschneiden unwahrscheinlich machen.
Beim Querstapellauf wiederum gerät das Schiff nach dem Eintauchen durch die Bremswirkung des Wassers in starke Seitenlage. Oft steht der Werft nur ein begrenzter Platz zur Verfügung, so dass das Schiff schnell abgebremst werden muss, um eine Kollision zu vermeiden.
Es gab daher eine Reihe von misslungenen Stapelläufen, bei denen das Schiff auf der Rampe umkippte oder sofort im Wasser versank. Organische Gleitmittel hatten bei zu hoher oder zu niedriger Temperatur nicht die nötige Gleitfähigkeit, so dass sich der Rumpf nicht von der Stelle bewegte. Ab der zweiten Hälfte des 20. Jahrhunderts haben moderne, synthetische Gleitmittel diese Probleme weitgehend überwunden.

## Stapellauf auf Airbags
Alternativ kann ein Schiff mit weitgehend planer Rumpfunterseite auf abrollenden Airbags längs zu Wasser laufen. In den frühen 1990ern wurde diese Methode in China entwickelt und 1993 standardisiert. Das bisher größte so gerollte Schiff war 2008 ein 55.000 BRT großer Neubau in der Provinz Zhejiang.
Die Luftsäcke aus zugfestem Elastomer-Textil-Verbundmaterial (ähnlich dem von Schlauchbooten aus EPDM+PA6) sind schlank-zylindrisch und haben an den spitzen Enden axial Füllanschlüsse mit Manometer eingebaut. Sie liegen ziemlich dicht mehr als schiffsbreit quer unter dem Rumpf und bilden so ein Wälzlager auf einer flachen Rampe oder einem Strand. Diese Schläuche erreichen unbelastet gefüllt 0,8–1,8 m (Nenn-)Durchmesser. Kleinere Durchmesser und mehr Textillagen (üblich sind 3–6) erlauben höheren Arbeitsdruck (um 1–2 bar). Die Tragkraft entwickelt sich durch Eindellung. Ist ein Schlauch um 70 % seines Durchmessers gequetscht, erreicht er seine hohe typische Hebekraft pro Länge. Die Kraft kommt aus dem Innendruck mal flach an Rumpf (oder Untergrund) anliegender Fläche, die in diesem Fall so breit wie 110 % vom Nenndurchmesser ist.
Die Airbags werden unter dem Schiff gefüllt, heben mit wachsender Kraft aus steigendem Luftdruck den Rumpf von den Stapeln, zuletzt auch von den am höchsten gelegenen. Durch weitere Druckerhöhung in den höherliegenden Schläuchen rollt das Schiff dann los. Will sich das Schiff auf eine Seite neigen, werden dorthin alle Schläuche zunehmend etwas mehr eingedellt und entwickeln daher dort mehr Stützkraft. Zur anderen (Bord-)Seite hin ist es umgekehrt. Das Schiff liegt so kippstabil im Kräftegleichgewicht. In jedem Schlauch bleibt dabei der Innendruck erhalten.
Umgekehrt können die Schläuche auch unter ein fast schon auf Land gelaufenes Schiff durchgezogen und dann mit Druck gefüllt werden, das Schiff wird so unterstützt und kann dann so wälzgelagert flach landauf gezogen werden. Vor dem Schiff müssen dazu laufend weitere Luftwalzen bereitgelegt und passend gefüllt werden.